# Duden. Redewendungen
Duden. Redewendungen ist ein Spezialwörterbuch der deutschen Sprache mit mehr als 900 Seiten. Es trägt den Untertitel Wörterbuch der deutschen Idiomatik. Es verzeichnet und erklärt idiomatische Redewendungen (undurchsichtige oder nicht voll durchsichtige, feste oder teilverfestigte Einheiten der Phraseologie). Das Wörterbuch entstand 1992 und ist derzeit in der 5. Auflage auf dem Markt. Verlegt wird es vom Bibliographischen Institut.

## Charakteristik
Das Wörterbuch verzeichnet in 6.000 Artikeln 18.000 Phraseologismen wie etwas auf die lange Bank schieben, sich kein Bein ausreißen oder etwas ist im Eimer. Es ist aus zeitgenössischen Quellen gearbeitet und weist 9.000 Belege sowie 7.500 Beispiele auf. Eine zehnseitige Einleitung trägt den Titel: Was sind Redewendungen?

## Auflagen (Auswahl)
- Duden. Redewendungen. Wörterbuch der deutschen Idiomatik. 5., überarbeitete und erweiterte Auflage. Herausgegeben von der Dudenredaktion. Duden Band 11. Dudenverlag, Berlin 2020. (928 Seiten)